# Alasjkertstadion
Het Alasjkertstadion (tot 2013 Nairistadion) is een voetbalstadion in de Armeense stad Jerevan. In het stadion spelen FA Alasjkert en Ararat Jerevan hun thuiswedstrijden.